# Sepsisoma flavescens
Sepsisoma flavescens är en tvåvingeart som beskrevs av Johnson 1900. Sepsisoma flavescens ingår i släktet Sepsisoma och familjen Richardiidae.
Artens utbredningsområde är New Jersey. Inga underarter finns listade i Catalogue of Life.